# Pinguicula grandiflora
Pinguicula grandiflora este o specie de plante carnivore din genul Pinguicula, familia Lentibulariaceae, ordinul Lamiales.

## Subspecii
Această specie cuprinde următoarele subspecii:
- P. g. grandiflora
- P. g. rosea